# Mary Daly
Mary Daly (16 d'octubre de 1928 – 3 de gener de 2010) va ser una filòsofa feminista radical, acadèmica i teòloga nord-americana que va fer classe en el Boston College, una institució jesuítica, durant 33 anys. Daly va accedir a abandonar el Boston College el 1999, després de violar les normes universitàries perquè no acceptava la presència d'estudiants masculins a les seves classes d'Estudis de la Dona, exceptuant la seva classe introductòria i tutories individuals.

## Vida i educació
Mary Daly va néixer a Schenectady, Nova York, el 1928. Filla única d'una mestressa de casa i un pare venedor ambulant. Va ser educada en el catolicisme i va assistir a escoles catòliques. En la infància, Daly va tenir experiències místiques en què va sentir la presència de la divinitat a la natura.
Abans d'aconseguir els seus dos doctorats en teologia sagrada i filosofia per la Universitat de Friburg, Suïssa, havia obtingut un Bachelor of Arts en llengua anglesa per The College of Saint Rose, un Master of Arts en anglès per The Catholic University of America i un Doctorat en Religió pel Saint Mary's College d'Indiana.

## Carrera
Daly va fer classe en el Boston College entre 1967 i 1999, com a professora de cursos sobre teologia, ètica feminista i patriarcat.
Daly va ser per primera vegada amenaçada de ser acomiadada quan, després de la publicació del seu primer llibre, The Church and the Second Sex (1968), li van fer un contracte temporal. Com a conseqüència del suport rebut dels estudiants (llavors tots homes) i del públic en general, a Daly se li va assegurar finalment el lloc de treball.
L'oposició de Daly a admetre estudiants masculins en moltes de les seves classes en el Boston College va acabar també per provocar accions disciplinàries contra ella. Encara que Daly es va defensar dient que la presència d'aquests estudiants inhibia la discussió a classe, el Boston College va considerar que la seva actitud constituïa una violació del títol IX de la llei federal que requeria del College la seguretat que cap persona podia ser exclosa d'un programa educatiu per raons de sexe, i de la mateixa política de no discriminació de la Universitat que insistia que tots els cursos havien d'estar oberts tant a estudiants masculins com femenins.

## Obra
Daly va publicar un gran nombre d'obres, però potser és sigui més coneguda pel seu segon llibre, Beyond God the Father (1973). Beyond God the Father és l’últim llibre en què Daly realment considera Déu un tema important. Sovint considerada com una obra fonamental en la teologia feminista, Beyond God The Father és el seu intent d’explicar i superar l’androcentrisme en la religió occidental.
A Gyn/Ecology: The Methaethics of Radical Feminism (1979) Daly defensa que els homes durant la seva història han intentat oprimir les dones. En aquest llibre, va més enllà dels seus pensaments anteriors sobre la història del patriarcat per centrar-se en les pràctiques reals que, al seu parer, perpetuen el patriarcat, que considera una religió.
A Pure Lust: Elemental Feminist Philosophy (1984) i Websters' First New Intergalactic Wickedary of the English Language (1987) introdueix i explora un llenguatge alternatiu per explicar els processos d’exorcisme i d'èxtasi. A Wickedary, Daly proporciona definicions i consignes que, segons ella, poden utilitzar les dones per alliberar-se de l’opressió patriarcal. També explora les etiquetes que la societat patriarcal assigna a les dones per a perpetuar la dominació masculina de la societat. Segons Daly, el paper de les dones és revelar el caràcter alliberador d’etiquetes com ara "Bruixa", "Verge" o "Llunàtica".
El treball de Daly continua influint en el feminisme i la teologia feminista, així com en el desenvolupament del concepte de biofília com a alternativa i desafiament a la necrofília patriarcal.

### Gyn/Ecology
Mary Daly va relacionar el concepte d'"energia femenina" o el terme "gin/ecologia" amb la condició bàsica creadora de vida del cos/esperit de les dones.
Segons Lucy Sargisson, "Daly busca a Gyn/Ecology (1987) una jo veritable i salvatge de les dones, una jo que ella considera que ha restat adormida, pacificada temporalment pels sistemes patriarcals de dominació".
Audre Lorde va expressar la seva preocupació per Gyn/Ecology, citant tendències homogeneïtzadores i acusant-la de negar-se a reconèixer la "història i el mite" de les dones Negres, primer en una carta privada i, després, amb l'excusa de que Daly mai li havia respost, publicada en obert a la seva obra Sister Outsider. La carta va afectar molt la recepció de l'obra de Daly i d'altres teòriques feministes, i s'ha descrit com un "exemple paradigmàtic de desafiaments a la teoria feminista blanca per part de les feministes del color als anys vuitanta".
L'any 2003, després de la mort de Lorde, la seva biògrafa, Alexis De Veaux, va trobar en els fitxers de Lorde la carta de resposta de Daly a Lorde, datada 4 mesos i mig després. A la carta, Daly li proposa una reunió per parlar-ho en persona i diu que Gyn/Ecology no és un compendi de deesses, sinó que es limita a analitzar "aquells mites i símbols de les deesses que eren fonts directes del mite cristià".

## Ampliació bibliogràfica
- Fox, Margalit (6 de gener de 2010).  Mary Daly, a Leader in Feminist Theology, Dies at 81. The New York Times (Consulta 7 de gener del 2010)
- Fox, Thomas C. (4 de gener de 2010).  Arxivat 2010-01-14 a Wayback Machine. Mary Daly, radical feminist theologian, dead at 81. National Catholic Reporter (Consulta 4 de gener del 2010)
- Marquard, Bryan (5 de gener de 2010).  Mary Daly, pioneering feminist who tussled with BC, dies at 81. The Boston Globe (Consulta 5 de gener de 2010)
- Ring, Trudy (5 de gener de 2010).  Mary Daly Dead at 81. The Advocate (Consulta 5 de gener de 2010)